# 野一色助義
野一色 助義（のいっしき すけよし）は、戦国時代から安土桃山時代にかけての武将。中村一氏の家臣。通称は頼母。

## 概要
近江国坂田郡野一色出身。中村一氏に家老として仕える。石高は8,000石。豪傑として知られる。
慶長5年（1600年）の関ヶ原の戦いの前夜に起こった杭瀬川の戦いでは、一氏の弟・一栄（一氏が合戦前7月に死去したため陣代）に従い島清興軍と衝突。敵を追撃しようと橋を渡ったところで伏兵に遭い、これに猛撃される。乱戦の中、金の三幣の指物をつけて、騎馬で手強く奮戦するも深田に足をとられ宇喜多氏家臣の浅賀三左衛門（左馬助）に討ち取られた。後から追いついた家臣の奮戦により、首は奪われずにすみ、兜塚（大垣市赤坂西町）に着用の鎧兜と共に葬られたと伝わる。

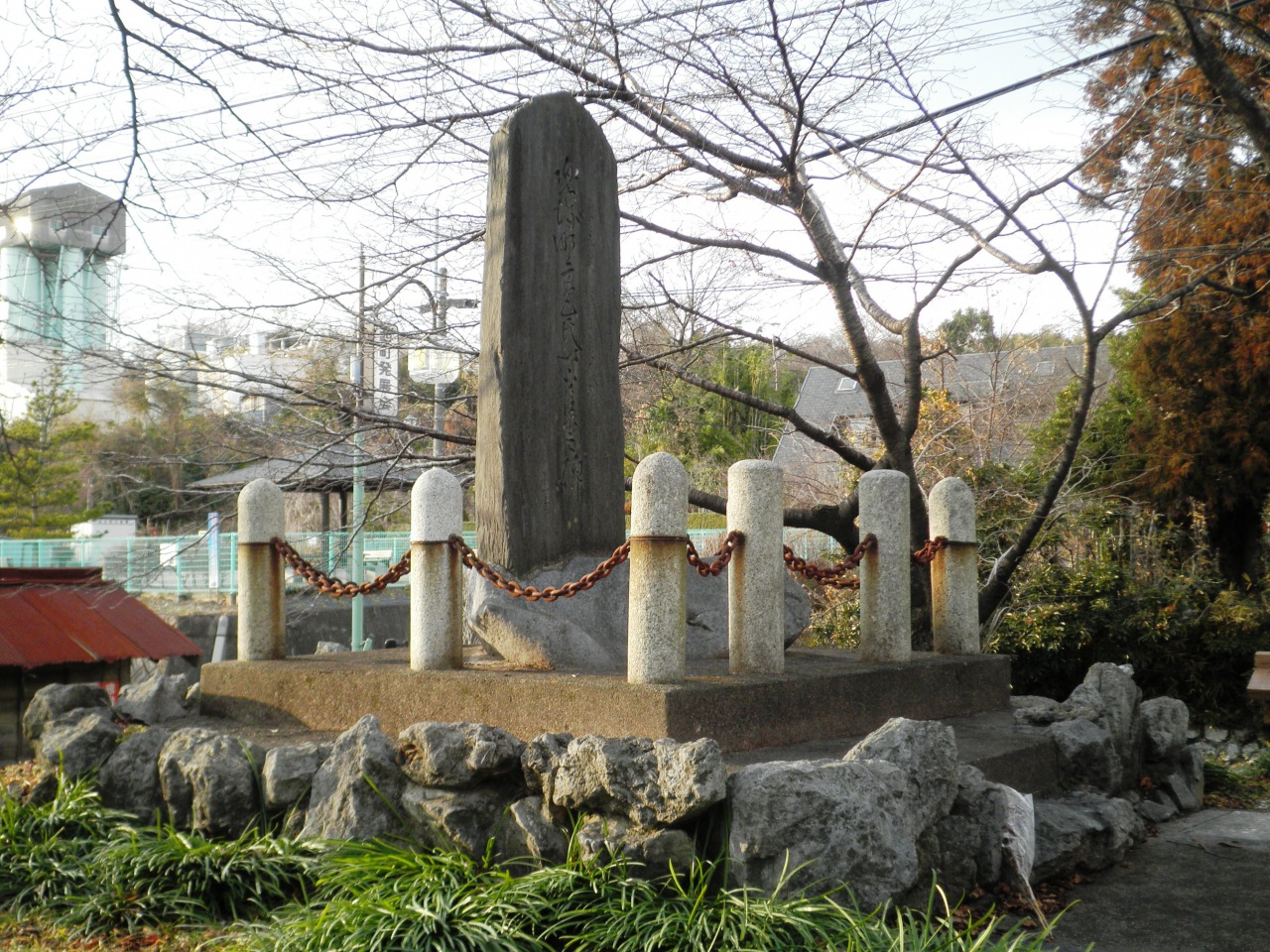
助義の首と鎧兜が埋められたと伝わる鎧塚（岐阜県大垣市赤坂西町）

家督は三男の義重が継いだ。次男・助重は大坂の陣で徳川方に属するも戦死、四男・助忠は池田忠雄の家臣となった。